# Pływanie na Igrzyskach Europejskich 2015
Zawody w pływaniu podczas igrzysk europejskich w Baku zostały rozegrane w dniach 23–27 czerwca 2015 roku. W 42 konkurencjach udział wzięło udział 526 zawodników. Wraz z Europejską Federacją Pływacką doszło do porozumienia, że w rywalizacji o medale mogą wystąpić osoby do 18 roku życia u mężczyzn i 16 – u kobiet. W efekcie zawody w stolicy Azerbejdżanu były jednocześnie mistrzostwami Europy juniorów.

## Medaliści

### Konkurencje mężczyzn
| Konkurencja               | Złoto | Srebro | Brąz |
| 50 m stylem dowolnym      | Ziv Kalontarov | Giovanni Izzo | Aleksiej Brianskij                                                                                                   |
| 100 m stylem dowolnym     | Duncan Scott | Alessandro Miressi | Władysław Kozłow |
| 200 m stylem dowolnym     | Duncan Scott | Cameron Kurle | Jelisiej Stiepanow                                                                                                   |
| 400 m stylem dowolnym     | Paul Hentschel | Dimitrios Dimitriou | Ernest Maksumow |
| 800 m stylem dowolnym     | Nicolas D'Oriano | Marcos Rodríguez Mesa | Henning Mühlleitner                                                                                                  |
| 1500 m stylem dowolnym    | Nicolas D'Oriano | Ernest Maksumow | Marc Hinawi |
|                           | | | |
| 50 m stylem motylkowym    | Andrij Chłopcow | Paweł Sendyk | Daniił Pachomow |
| 100 m stylem motylkowym   | Daniił Pachomow | Alberto Lozano Mateos | Daniił Antipow |
| 200 m stylem motylkowym   | Daniił Pachomow | Giacomo Carini | Matthias Marsau |
|                           | | | |
| 50 m stylem klasycznym    | Andrius Šidlauskas | Nikola Obrovac | Tobias Bjerg |
| 100 m stylem klasycznym   | Anton Czupkow | Andrius Šidlauskas | Charlie Attwood |
| 200 m stylem klasycznym   | Anton Czupkow | Kirił Mordaszew | Luke Davies |
|                           | | | |
| 50 m stylem grzbietowym   | Filipp Szopin | Marek Ulrich | Andrij Chłopcow |
| 100 m stylem grzbietowym  | Luke Greenbank | Filipp Szopin | Marek Ulrich |
| 200 m stylem grzbietowym  | Luke Greenbank | Mikita Cmyh | Roman Larin |
|                           | | | |
| 200 m stylem zmiennym     | Sebastian Steffan | Jarvis Parkinson | Martyn Walton |
| 400 m stylem zmiennym     | Nikołaj Sokołow | Igor Balibierdin | Karol Zbutowicz |
|                           | | | |
| 4 x 100 m stylem dowolnym | Wielka Brytania · Thomas Fannon · Cameron Kurle · Duncan Scott · Daniel Speers · Martyn Walton                                                 | Włochy · Alessandro Bori · Manuel Frigo · Giovanni Izzo · Alessandro Miressi · Ivano Vendrame                                               | Rosja · Aleksiej Brianskij · Georg Gutmann · Władysław Kozłow · Jelisiej Stiepanow · Siergiej Sudakow · Igor Szadrin |
| 4 x 200 m stylem dowolnym | Rosja · Daniłł Antipow · Ernest Maksumow · Aleksandr Prokofjew · Nikołaj Snegiriew · Jelisiej Stiepanow · Igor Szadrin                         | Wielka Brytania · Kyle Chisholm · Cameron Kurle · Duncan Scott · Martyn Walton                                                              | Niemcy · Thore Bermel · Moritz Brandt · Paul Hentschel · Alexander Lohmar · Henning Mühlleitner · Konstantin Walter  |
| 4 x 100 m stylem zmiennym | Rosja · Daniłł Antipow · Aleksiej Brianskij · Anton Czupkow · Władysław Kozłow · Roman Łarin · Daniił Pachomow · Jegor Suczkow · Filipp Szopin | Wielka Brytania · Charlie Attwood · Kyle Chisholm · Luke Davies · Luke Greenbank · Joe Hulme · Cameron Kurle · Duncan Scott · Martyn Walton | Polska · Jacek Arentewicz · Michał Brzuś · Damian Chrzanowski · Michał Chudy · Paweł Sendyk · Jakub Skierka          |

### Konkurencje kobiet
| Konkurencja               | Złoto | Srebro | Brąz |
| 50 m stylem dowolnym      | Marija Kamieniewa | Marrit Steenbergen                                                                                                   | Julie Jensen |
| 100 m stylem dowolnym     | Marrit Steenbergen | Arina Opienyszewa | Marija Kamieniewa |
| 200 m stylem dowolnym     | Arina Opienyszewa | Marrit Steenbergen                                                                                                   | Leonie Kullmann |
| 400 m stylem dowolnym     | Arina Opienyszewa | Leonie Kullmann | Anastasija Kirpicznikowa                                                                                                 |
| 800 m stylem dowolnym     | Holly Hibbott | Anastasija Kirpicznikowa                                                                                             | Marina Castro |
| 1500 m stylem dowolnym    | Sveva Schiazzano | Janka Juhász | Marina Castro |
|                           | | | |
| 50 m stylem motylkowym    | Polina Jegorowa | Caroline Pilhatsch                                                                                                   | Julie Jensen |
| 100 m stylem motylkowym   | Polina Jegorowa | Amelia Clynes | Ilektra Lebl Laura Stephens                                                                                              |
| 200 m stylem motylkowym   | Julia Mrozinski | Elisa Scarpa | Boglárka Bonecz |
|                           | | | |
| 50 m stylem klasycznym    | Maria Astaszkina | Laura Kelsch | Nolwenn Hervé |
| 100 m stylem klasycznym   | Maria Astaszkina | Giulia Verona | Daria Czikunowa |
| 200 m stylem klasycznym   | Maria Astaszkina | Giulia Verona | Layla Black |
|                           | | | |
| 50 m stylem grzbietowym   | Caroline Pilhatsch | Pauline Mahieu | Marija Kamieniewa |
| 100 m stylem grzbietowym  | Polina Jegorowa | Marija Kamieniewa | Pauline Mahieu |
| 200 m stylem grzbietowym  | Polina Jegorowa | Maxine Wolters | Maryna Kolesnikowa |
|                           | | | |
| 200 m stylem zmiennym     | Maxine Wolters | Ilaria Cusinato | Abbie Wood |
| 400 m stylem zmiennym     | Abbie Wood | Ilaria Cusinato | Anja Crevar |
|                           | | | |
| 4 x 100 m stylem dowolnym | Rosja · Wasilissa Bujnaja · Ołesia Czerniatina · Polina Jegorowa · Marija Kamieniewa · Anastasija Kirpicznikowa · Arina Opienyszewa            | Holandia · Laura van Engelen · Frédérique Janssen · Pien Schravesande · Marrit Steenbergen · Josien Wijkhuijs        | Wielka Brytania · Georgia Coates · Madeleine Crompton · Darcy Deakin · Hannah Featherstone · Holly Hibbott               |
| 4 x 200 m stylem dowolnym | Rosja · Ołesia Czerniatina · Marija Kamieniewa · Anastasija Kirpicznikowa · Irina Kriwonogowa · Arina Opienyszewa · Mariana Pietrowa           | Holandia · Laura van Engelen · Frédérique Janssen · Marrit Steenbergen · Marieke Tienstra                            | Wielka Brytania · Georgia Coates · Darcy Deakin · Hannah Featherstone · Holly Hibbott                                    |
| 4 x 100 m stylem zmiennym | Rosja · Maria Astaszkina · Wasilissa Bujnaja · Alexandra Czesnokowa · Daria Czikunowa · Polina Jegorowa · Arina Opienyszewa · Mariana Pietrowa | Holandia · Frédérique Janssen · Tes Schouten · Marrit Steenbergen · Marieke Tienstra · Iris Tjonk · Josien Wijkhuijs | Wielka Brytania · Layla Black · Emma Cain · Amelia Clynes · Georgia Coates · Darcy Deakin · Rebecca Sherwin · Abbie Wood |

### Konkurencje mieszane
| Konkurencja               | Złoto | Srebro | Brąz |
| 4 x 100 m stylem dowolnym | Rosja · Aleksiej Branskij · Wasilissa Bujnaja · Ołesia Czerniatina · Marija Kamieniewa · Władysław Kozłow · Arina Opienyszewa · Jelisej Stiepanow · Igor Szadrin | Wielka Brytania · Georgia Coates · Madeleine Crompton · Darcy Deakin · Hannah Featherstone · Cameron Kurle · Duncan Scott · Daniel Speers · Martyn Walton | Niemcy · Katrin Gottwald · Leonie Kullmann · Alexander Lohmar · Hana van Loock · Konstantin Walter                      |
| 4 x 100 m stylem zmiennym | Rosja · Wasilissa Bujnaja · Daria Czikunowa · Anton Czupkow · Marija Kamieniewa · Arina Opienyszewa · Daniił Pachomow · Roman Szewliakow · Filipp Szopin         | Wielka Brytania · Charlie Attwood · Amelia Clynes · Georgia Coates · Luke Davies · Luke Greenbank · Hannah Featherstone · Joe Litchfield · Abbie Wood     | Niemcy · Katrin Gottwald · Laura Kelsch · Hana van Loock · Leo Schmidt · Johannes Tesch · Marek Ulrich · Maxine Wolters |

## Tabela medalowa
| Pozycja | Reprezentacja   | Złoto | Srebro | Brąz | Suma |
| 1.      | Rosja           | 23    | 7      | 12   | 42   |
| 2.      | Wielka Brytania | 7     | 7      | 9    | 23   |
| 3.      | Niemcy          | 3     | 4      | 6    | 13   |
| 4.      | Francja         | 2     | 1      | 3    | 6    |
| 5.      | Austria         | 2     | 1      | 0    | 3    |
| 6.      | Włochy          | 1     | 9      | 0    | 10   |
| 7.      | Holandia        | 1     | 5      | 0    | 6    |
| 8.      | Litwa           | 1     | 1      | 0    | 2    |
| 9.      | Ukraina         | 1     | 0      | 2    | 3    |
| 10.     | Izrael          | 1     | 0      | 1    | 2    |
| 11.     | Hiszpania       | 0     | 2      | 2    | 4    |
| 12.     | Polska          | 0     | 1      | 2    | 3    |
| 13.     | Grecja          | 0     | 1      | 1    | 2    |
| 13.     | Węgry           | 0     | 1      | 1    | 2    |
| 15.     | Białoruś        | 0     | 1      | 0    | 1    |
| 15.     | Chorwacja       | 0     | 1      | 0    | 1    |
| 17.     | Dania           | 0     | 0      | 3    | 3    |
| 18.     | Serbia          | 0     | 0      | 1    | 1    |